# USS Snook (SS-279)
USS Snook (SS-279) — американская подводная лодка типа «Гато» времён Второй мировой войны. Названа в честь вида морских окунеобразных рыб. За время войны экипаж подлодки потопил 17 японских судов и кораблей. В апреле 1945 года, во время патрулирования в Южно-Китайском море, подводная лодка была потеряна, предположительно в результате атаки японского кайбокана или подводной лодки.

## История постройки
Подлодка «Снук» была заложена на верфи Portsmouth NSY в городе Киттери, штат Мэн, 17 апреля 1942 года. Спуск на воду состоялся 15 августа 1942 года, крестной матерью стала Одри Эммануэль Дэмпси, жена лейтенанта Джеймса Дэмпси, награждённого Военно-морским крестом за проявленный героизм во время командования подлодкой USS S-27 (SS-132). Подлодка введена в строй 24 октября 1942 года. Командиром назначен лейтенант-коммандер Чарльз Трибель.

## Первый поход
После прохождения испытаний у побережья Новой Англии, «Снук» вышла из Нью-Лондона 3 марта 1943 года и совершила переход в Пёрл-Харбор. 11 апреля, после 12-дневной стоянки подлодка отправилась в свой первый поход — патрулирование в Жёлтом море и Восточно-китайском море. После постановки мин близ Шанхая «Снук» продолжила идти вдоль китайского побережья к Жёлтому морю. 5 мая, во второй половине дня, на подлодке заметили два японских сухогруза, вышедших из Даляня, и начали преследование. После наступления темноты залпом из трёх торпед был потоплен «Кинко-мару». Второй сухогруз некоторое время шёл прежним курсом, не заметив атаки на «Кинко-мару», но сумел уклониться от двух выпущенных по нему торпед и открыл огонь из палубных орудий, вынудив подлодку отступить. Через некоторое время «Снук» вернулась и выпустила по сухогрузу три торпеды, из которых одна попала в район миделя и потопила «Дайфуку-мару».
Утром 7 мая был обнаружен конвой, и подлодка начала сближение для атаки. «Снук» выпустила четыре торпеды, спустя пять минут ещё три. В результате был потоплен 4363-тонный «Хосей-мару», и предположительно повреждено несколько других судов. После уничтожения двух вооружённых траулеров 13 и 16 мая подлодка прекратила патрулирование и пришла на базу Мидуэй 23 мая.

## Второй поход
Во второй поход, патрулирование района островов Рюкю, «Снук» отправилась 9 июня 1943 года. 24 июня, перед рассветом, подлодка сблизилась с конвоем из шести судов, шедшим в сопровождении двух эсминцев, выпустила две торпеды по крупному танкеру и ушла на глубину, чтобы избежать атаки эсминцев. На подлодке услышали два взрыва торпед. После всплытия на перископную глубину был обнаружен эсминец, охранявший повреждённое судно, но вторую атаку провести не удалось из-за появления самолётов.
3 июля, незадолго до полуночи «Снук» обнаружила радаром ещё один конвой противника. На следующее утро был дан залп из шести торпед, потопивший сухогрузы «Коки-мару» и «Ливерпуль-мару». Ещё один, «Атлантик-мару» получил серьёзные повреждения. 18 июля «Снук» пришла в Пёрл-Харбор.

## Третий поход
«Снук» вышла в третий поход из Пёрл-Харбора 18 августа и к 30 августа вышла к острову Минамитори. В задачи подлодки входило проведение фоторазведки и спасательная служба при нанесении авиаударов с авианосцев 1 сентября. В дальнейшем подлодка возобновила патрулирование и направилась в Восточно-Китайское море, где ранним утром 13 сентября потопила транспорт «Ямато-мару» водоизмещением 9656 тонн. 22 сентября «Снук» перехватила и потопила небольшое 715-тонное судно «Катцурама-мару», вышедшее из Даляня. Подлодка завершила третий поход в Пёрл-Харборе 8 октября.

## Четвёртый поход

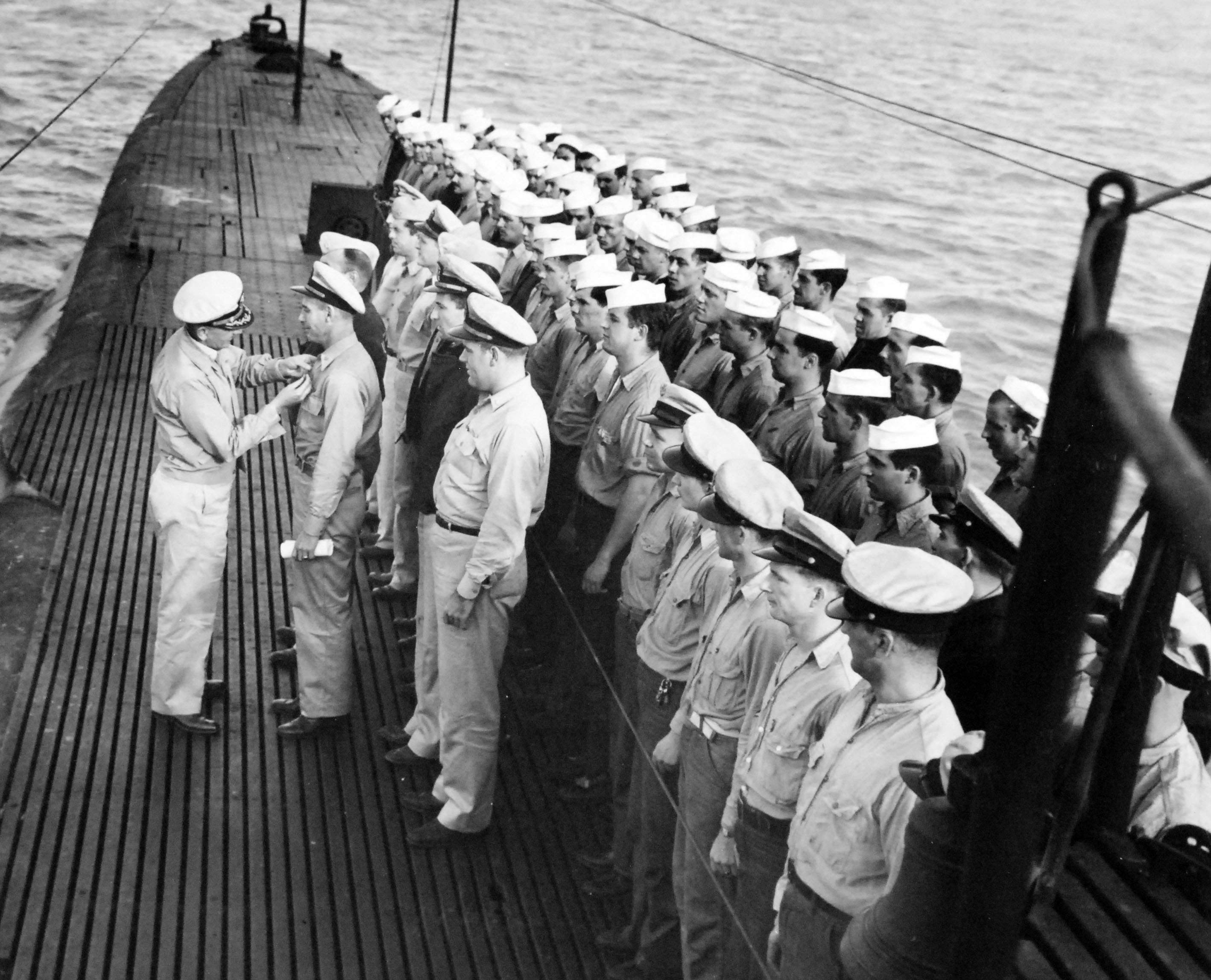
Командир подводной лодки «Снук» Чарльз Трибель получает Серебряную звезду за проявленную отвагу во время атаки на конвой противника.

Во время четвёртого похода «Снук» действовала в составе «волчьей стаи» совместно с подлодками USS Pargo (SS-264) и USS Harder (SS-257) в районе Марианских островов. 29 ноября подлодка потопила грузопассажирское судно «Ямафуку-мару» четырьмя торпедами, сухогруз «Сиганоура-мару» и повредила корабль эскорта. Подлодка пришла в Мидуэй 7 декабря и затем направилась в Пёрл-Харбор.

## Пятый поход
6 января 1944 года «Снук» вышла из Пёрл-Харбора и направилась к западному побережью Кюсю. 23 января близ Бонинских островов подлодка потопила 3210-тонную канонерскую лодку «Маганэ-мару». 8 февраля подлодка атаковала конвой из тринадцати судов, выпустив четыре торпеды, три из которых поразили цель. Сухогруз «Сиранесан-мару» получил тяжёлые повреждения. Был потоплен транспорт «Лима-мару», при этом число погибших составило 2765 человек. 14 февраля подлодка уничтожила сухогруз «Ниттоку-мару» попаданием одной торпеды в район миделя, на следующие день был потоплен сухогруз «Хоси-мару № 2». 23 февраля на пути в Мидуэй «Снук» обнаружила шедший в восьми милях конвой, преодолела заслон из одиннадцати кораблей эскорта и выпустила пять торпед. Двумя попаданиями было потоплено грузопассажирское судно «Койо-мару». Пятый поход завершился 6 марта в Пёрл-Харборе, затем подлодка отправилась в Хантерс-Пойнт для прохождения капитального ремонта.

## Шестой поход
Шестой поход был для «Снук» безрезультатным. 12 июля подлодка атаковала два сухогруза, но торпеды прошли мимо. Не найдя других целей, подлодка пришла в Мидуэй 14 августа.

## Седьмой поход
Седьмой поход проходил в Лусонском проливе и Южно-Китайском море. После стоянки для прохождения ремонта с 25 сентября по 4 октября в Сайпане, подлодка продолжила патрулирование и 23 октября обнаружила конвой противника. «Снук» потопила грузопассажирское судно «Синсей-мару № 1». После ухода от двух эскортных кораблей возобновила атаку и потопила танкер «Кукусуи-мару» торпедой, взрыв которой полностью уничтожил корму судна. Подлодке снова удалось уйти от преследования и выпустить ещё пять торпед. Потопленное судно оказалось одним из «кораблей ада», «Арисан-мару», погибло 1773 находившихся на его борту американских военнопленных.
3 ноября подлодка подобрала сбитого лётчика и 18 ноября пришла в Пёрл-Харбор.

## Восьмой поход
Восьмой патруль подлодка провела в районе Курильских островов с 25 декабря 1944 года по 17 февраля 1945. Во время патрулирования были замечены лишь два советских судна и небольшой японский патрульный катер.

## Девятый поход
«Снук» вновь была направлена на патрулирование Южно-Китайского моря и Лусонского пролива. 8 апреля «Снук» сообщила свои координаты подлодке USS Tigrone (SS-419). Когда на следующий день от «Снук» не было получено подтверждение приёма радиограмм от Tigrone, то предположили, что подлодка направилась в Лусонский залив. 12 апреля был отправлен приказ направиться со спасательной миссией к островам Сакисима, по которым наносила удары британская палубная авиация. 20 апреля командующий британской ударной группой сообщил о том, что в районе действия «Снук» был сбит самолёт, но он не смог установить связь с подлодкой. Был отправлен ещё один приказ для «Снук» — провести поиски в районе падения самолёта и подтвердить получение радиограммы. Ответ получен не был, и в этот район была направлена подлодка USS Bang (SS-385). «Бэнг» подобрала лётчиков, но обнаружить «Снук» ей не удалось.
16 мая «Снук» была объявлена потерянной по неустановленным причинам. Предположительно подлодка была потоплена кайбоканами «Окинава», CD-8, CD-32 и CD-52. Согласно другой версии «Снук» могла быть потоплена в результате боевого столкновения с одной из пяти японских подводных лодок, затонувших в апреле—мае 1945 года.
За два с половиной года службы подводная лодка «Снук» потопила 17 судов противника и получила семь боевых звёзд. На территории Арканзасского морского музея в Норт-Литл-Рок в 2005 году был установлен мемориал в память о погибшем экипаже подлодки.